# Хосе Гонзалез
Хосе Габријел Гонзалез (шп. José Gabriel González; Гетеборг, 31. јул 1978) шведски је кантаутор и гитариста.
Његови родитељи су из Аргентине емигрирали у Шведску. Године 2003. издао је свој први албум Veneer за шведско тржиште. Албум је ауторски рад. Сам је свирао, певао, писао текстове и продуцирао на кућном рачунару уз помоћ акустичне гитаре и два микрофона. Иста плоча се појавила у Уједињеном Краљевству и Америци 2005. године.

## Дискографија

### Студијски албуми
- (2003)[2][3]
- (2007)[3]
- (2015)
- (2021)

### издања
- (2003)
- (2004)
- (2004)
- (2005)
- (2006)
- (2007)

## Наступи у Србији
| Датум             | Место   | Простор               | Напомене             | Изв.        |
| ----------------- | ------- | --------------------- | -------------------- | ----------- |
| 8. новембар 2015. | Београд | Дом омладине Београда | подршка: Џесика Прат | [ 4 ] [ 5 ] |